# فالستاغنا
فالستاغنا (بالإيطالية: Valstagna)‏ هي كومونا تقع في إيطاليا في مقاطعة فيشنزا. يقدر عدد سكانها بـ 1,980 نسمة ومساحتها 25.60 كم2 وترتفع عن سطح البحر 154 متر.